# Robert Kenner
Robert Kenner (* 24. Januar 1950 in New Rochelle, New York) ist ein US-amerikanischer Film- und Fernsehproduzent und Regisseur. Zu seinen bekanntesten Werken gehört der 2010 für einen Oscar nominierte Dokumentarfilm Food, Inc..

## Leben
Der aus Mamaroneck, New York, stammende Robert Kenner besuchte die Solebury School in New Hope im Bundesstaat Pennsylvania. Bereits mit 18 Jahren arbeitete er an ersten Filmprojekten.
Kenners Einstieg in das Filmgeschäft begann als Kameraassistent in den frühen 1970er Jahren. 1986 erschien der erste von ihm produzierte Film, der Actionthriller Die Stunde der Cobras – 3:15. Seitdem ist er als Produzent und Regisseur tätig, wobei sein Hauptinteresse dem Dokumentarfilm gilt. So erstellte er im Auftrag der National Geographic mehrere Dokumentationen, beginnend 1993 mit dem Film The Lost Fleet of Guadalcanal, der die Schlacht um Guadalcanal thematisiert.
Von 1998 bis 2016 produzierte Kenner fünf Film-Beiträge für die Reihe The American Experience der TV-Senderkette PBS. Dazu gehörte eine Dokumentation über den Vietnamkrieg Two Days in October, die 2006 mit einem Emmy und 2005 mit einem Peabody Award ausgezeichnet wurde.
2008 erschien Kenners erfolgreiche Dokumentation Food, Inc., produziert gemeinsam mit Elise Pearlstein, die für internationales Aufsehen sorgte und mit zahlreichen Preisen ausgezeichnet wurde. An diesem Projekt hatte er im Vorfeld über sechs Jahre lang gearbeitet.

## Filmografie
- 1986: Die Stunde der Cobras – 3:15 (3:15)
- 1986: Blue City
- 1991: Wie ein Stachel im Fleisch (Lonely Hearts)
- 1993: The Lost Fleet of Guadalcanal
- 1994: Russia's Last Tsar
- 1998: America's Endangered Species: Don't Say Good-bye
- 1998: Influenza 1918, Reihe The American Experience
- 2000: John Brown's Holy War, Reihe The American Experience
- 2001: War Letters, Reihe The American Experience
- 2003: The Road to Memphis, Reihe The Blues
- 2005: Two Days in October, Reihe The American Experience
- 2008: Food, Inc.
- 2011: When Strangers Click
- 2014: Merchants of Doubt
- 2016: Command and Control, Reihe The American Experience
- 2019: Geständnisse eines Mörders (The Confession Killer, TV-Mini-Doku-Serie)